# Спасский храм (Уфа)
Спасский храм — православный храм Уфимской епархии Русской православной церкви в Кировском районе города Уфы Республики Башкортостан.
У входа на территорию Спасского храма укреплена памятная доска, на которой на русском, башкирском и английском языках написано: «Церковь Спасская 1824—1844 г. Памятник архитектуры и истории. Объект культурного наследия регионального значения. Подлежит государственной охране».

## История
Спасская церковь была заложена в 1824 году на месте церкви св. Спаса, сгоревшей при пожаре, случившемся в 1821 году и, действовала до 1844 года. В настоящее время она не существует. На её месте возведён Спасский храм. На месте церкви Благовещения Пресвятой Богородицы слева от Спасского храма стоит Крест.
1 сентября 1845 года состоялось освящение главного храма.
Постановлением Президиума ЦИК Башкирской АССР от 29 декабря 1929 года Спасский храм был закрыт, впоследствии перестроен в мастерскую кинопроката. В советское время в здании храма располагался производственный цех, а также общежитие.
3 марта 1992 года Распоряжением Совета Министров Башкирской АССР № 158-р Спасский храм включен в перечень зданий-памятников архитектуры, поставленных под государственную охрану и передан на баланс Министерства культуры Башкирской АССР, которое разместило в нём свои реставрационные мастерские.
1 сентября 1994 года в соответствии с Указом Президента Республики Башкортостан от 10.06.1994 и Приказом Министерства культуры Республики Башкортостан от 29.08.1994 г. № 222 здание Спасского храма было передано по акту на баланс Уфимской епархии Русской Православной Церкви. Произошло событие, которое ожидалось 65 лет со дня закрытия храма — в августе 2004 года храм был возвращён верующим.
6 сентября 2004 года Спасскому храму присвоен статус памятника истории и культуры, в подтверждение чего органами Министерства культуры Российской Федерации был составлен соответствующий документ.
Начиная с 24 октября 2004 года в Спасском храме по воскресным вечерам регулярно совершаются молебны с акафистом перед иконой Спаса Нерукотворного, а с 29 августа 2005 года возобновлены регулярные богослужения. Здание Спасского храма требует реконструкции. В настоящее время ведутся строительные работы.
При храме действует Православный центр реабилитации наркозависимых, Православное общество трезвости, Центр психологической помощи семье, воскресная школа для взрослых, а также воскресная школа для детей.
По сообщению Уфимской епархии, проходящие в Спасском храме богослужения транслировались в системе Интернет в режиме онлайн.

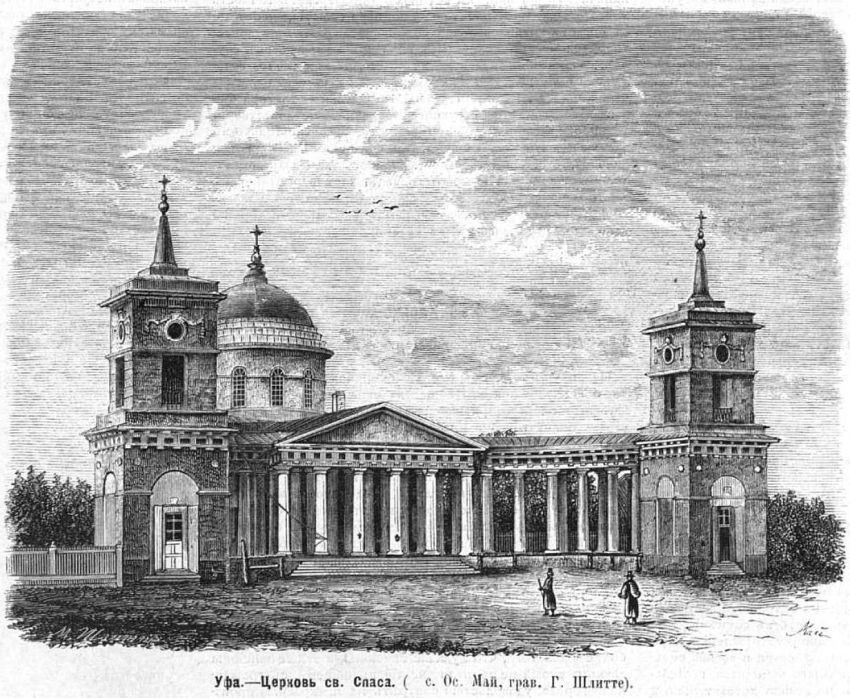
Уфа. Церковь Спаса Нерукотворного Образа
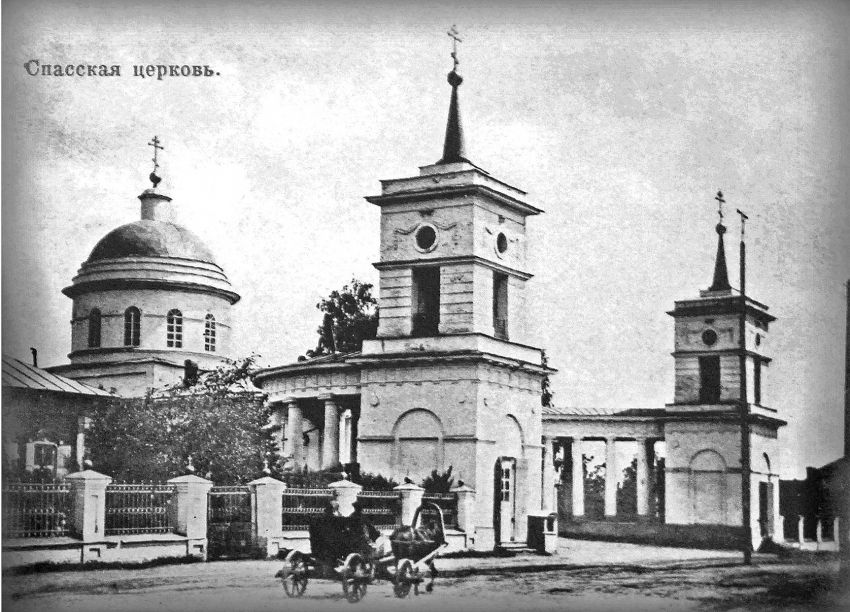
Уфа. Церковь Спаса Нерукотворного Образа
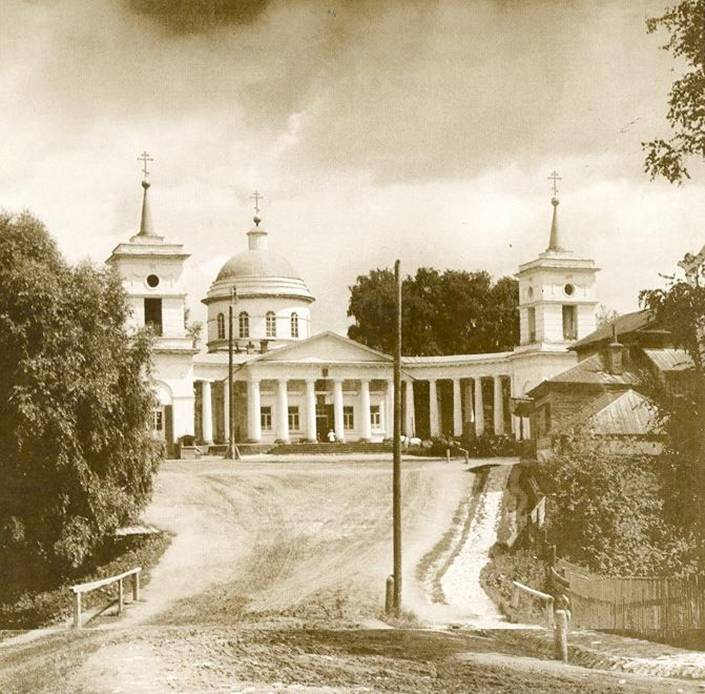
Уфа. Церковь Спаса Нерукотворного Образа